# 赵侗事件
赵侗事件是1939年12月下旬，在河北省灵寿县发生的一次小规模國共衝突戰役，由中國共產黨领导的八路軍伏擊趙侗领导的國軍東北挺進軍部隊（北上抗日先遣隊）為目的的襲擊作戰。战斗发生后，赵侗及其部下全部牺牲。中共方面曾长期隐瞒消息，以致战斗时间、地点、经过，以及中共参战部队皆有不同说法，成历史悬案。
1939年秋，趙侗率300余人，配備長短武器和2部電台，不顧威脅，北上敵後。1939年底，趙侗部隊返回華北時，在石家莊以北，行唐縣、阜平縣和靈壽縣交界的一個地方，遭遇八路军部队伏擊，戰鬥中八路军全歼了趙侗的隊伍並俘獲多人。赵侗牺牲，年仅27岁。20歲的妹妹趙理智一同被害。
国民政府方面资料《中共不法行为及破坏抗战事实纪要》记载：“本年（1940年）1月2日河北民军第七纵队司令赵侗所部官兵，在灵寿被贺龙部全数消灭，赵司令被枪杀”。1941年，重庆出版《赵侗之死》一书，作者署名李君，指赵侗为八路军所杀。赵侗母亲赵洪文国亦指赵侗被中共所害。但中共方面长期未承认是己方部队袭击赵侗所部。
中华人民共和国建立后，陆续有官方资料和军官回忆文章承认是八路军部队袭击了赵侗部。中共将此事件定义为，赵侗带领“北上抗日先遣队”回老根据地打游击，与中共抢地盘，必须消灭。

## 战斗经过
《八路军第一二零师暨晋绥军区战史》称，赵侗部是1939年12月29日在灵寿县慈峪镇附近之北霍营一带被120师独一旅二团所消灭。
聂荣臻所撰的《聶榮臻元帥回憶錄》《聂荣臻回忆录》记载：
|  | 赵侗为人很狂妄，一直想要脱离游击队，同国民党的关系拉得很紧。聂荣臻多次做过赵侗的工作，但是赵侗总有二心。他本人后来还带了10来个人逃跑，后来跑到重庆，国民党政府收编了赵侗，给他下委任状，并配电台、密码和各种新式武器，派他回华北，破坏共产党建立的敌后根据地。1940年初，他返回华北时，在石家庄以北的一个地方，正好碰上从冀中回晋西北的贺龙的120师部队，便展开了一场遭遇战，战斗中120师全歼了赵侗的队伍。 |

参加战斗的肖锋所撰《肖锋征战记》记载：
|  | （1939年12月）26日晨，天下着细雨，赵侗带领各级伪官员，其中有25名妇女，……向北直奔牛城、陈庄方向而来。我3营9时许得到侦察员密报，即分4路向孙家庄合围。120师358旅的骑兵团从下邵村的百马石合围过来，协助我团执行围歼任务。10时许， 赵侗一伙正在孙家庄吃饭，见情况不妙扔下饭碗向桑家庄、宅里、陈庄方向逃窜。我们千把人打这300人跟玩似的，战斗不到半小时，这帮伪官员一听枪响吓得屁滚尿流，跪地求饶。对这些民族败类、汉奸、卖国贼，我5团指战员只能斩钉截铁，用刺刀做出公正的判决。赵侗以下345名伪官员全部被歼灭。 |